# Distretto di Ôndôr-Ulaan
Il distretto di Ôndôr-Ulaan è uno dei diciannove distretti (sum) in cui è suddivisa la provincia dell'Arhangaj, in Mongolia. Conta una popolazione di 5.798 abitanti (censimento 2009).